# 塩尻峠の戦い
塩尻峠の戦い（しおじりとうげのたたかい）は戦国時代の天文17年（1548年）に信濃守護・小笠原長時軍と甲斐守護・武田晴信軍との間で行われた合戦。

## 合戦地
塩尻峠は現在の長野県塩尻市・岡谷市の境に所在し、甲斐・信濃国境に近い。諏訪湖の北西にあたる。
従来、この合戦は塩尻峠で行なわれたものとされていたが、小和田哲男は最近の研究で塩尻峠の南にある勝弦峠で起こったものとしている。

## 合戦までの経緯
天文10年（1541年）6月に父・武田信虎を駿河に追放して当主となった武田晴信は、父の時代から進められていた信濃侵攻を続けて勢力を拡大していた。しかし天文17年（1548年）2月、北信濃に勢力を誇る村上義清に上田原の戦いで大敗を喫し、板垣信方が戦死し、晴信も負傷をした。この結果、信濃における武田氏の権益は最大の危機に晒されることになった。
この結果、これまで晴信の信濃侵攻で平定されていた地域で動揺が走る。上田原合戦終了から1か月たった4月25日には村上義清の村上軍が武田領の佐久郡に逆侵攻し、内山城を焼き討ちした。
このような事態を見た信濃守護で晴信に圧迫されていた小笠原長時は、好機到来と見て4月中旬に村上義清や安曇郡の仁科盛能と連合して諏訪に攻め入り、6月10日、諏訪下社を占領した。

## 塩尻峠の戦い
7月10日、花岡氏や矢島満清ら武田家に与していた諏訪西方衆を寝返らせた。小笠原長時は諏訪郡代・板垣信方を失って動揺の激しい上諏訪(武田方)に押し寄せた。
これを知り、晴信は7月11日に甲府を出発し、18日までは大井森に滞陣したまま軍を動かそうとはしなかった。これは相手を油断させるために意図的に遅延行軍したものと思われる。
しかし兵力的にも戦況でも優位にあった小笠原軍にも弱点があった。長時は晴信に対抗するためなりふり構わず兵力をかき集めたので、その軍は寄せ集めで結束力など乏しく、むしろ対立さえあった。そのため、小笠原軍では長時の舅である仁科盛能が作戦方針をめぐって長時と対立して軍を率いて退去し、山家氏や三村氏などの武将らは晴信の調略で内応したとされるが、山家・三村氏はその後も小笠原氏とともに筑摩郡で武田氏と対峙しているので事実とはいえない。
7月18日、晴信は軍を率いて上原城に入る。翌日未明、晴信は隠密裏に軍を移動させて長時のいる塩尻峠に午前6時頃に急襲を開始。武田の遅延行動に油断をしていた小笠原方は武具を解いて休んでおり、軍勢の過半数はまだ就寝中であったため、武田軍の行動に全く対応できなかった。朝懸けの奇襲を受けた小笠原軍は千人ほどが戦死して総崩れとなった。
小和田哲男は小笠原軍は軍装準備の暇もなく敗れ去ったとしている。

## 戦後
小笠原長時は命からがら居城の林城に逃走した。しかし敗戦の傷跡は深かった。一方の武田晴信は上田原の大敗をこの大勝で埋め合わせることになり、9月6日には諏訪から佐久へ侵攻して前山城はじめ13の城を落とした。10月2日には筑摩郡に入って林城からわずか2里の地点に、小笠原氏への押さえと諏訪郡への防衛のために村井城（小屋城）を築城し、25日に諏訪上原城に帰陣した。この敗戦により、小笠原氏は二度と諏訪、伊那郡への軍事行動を展開することはできなくなった。結局、天文19年（1550年）7月に長時は晴信に林城を追われることになる（林城の戦い）。